# Sochinsogonia knighti
Sochinsogonia knighti är en insektsart som beskrevs av Young 1986. Sochinsogonia knighti ingår i släktet Sochinsogonia och familjen dvärgstritar. Inga underarter finns listade i Catalogue of Life.